# Ризьке гето
56°57′ пн. ш. 24°06′ сх. д. / 56.95° пн. ш. 24.1° сх. д.
Ризьке гето — єврейське гето, утворене нацистами в Ризі. Існувало з 1941 по 1943 рік.

## Заснування
Гето було створене за наказом рейхскомісара Остланду Р. Лозі 21 жовтня 1941 року на околиці міста в, між війнами — російсько-єврейському кварталі Риги.
До 25 жовтня було закінчено примусове переміщення євреїв Риги в межі гето, і ворота закрилися. Згідно з картотекою в'язнів гето, станом на 20 листопада в ньому містилися 29602 особи, в їх числі 5652 дітей до 14-ти років. Спочатку було обгороджене колючим дротом, потім — шестиметровим парканом. (Юденрат очолював адвокат М. Ельяшев).

## Знищення «Великого гето»
12 листопада обергрупенфюрер СС Фрідріх Еккельн, який напередодні був призначений вищим керівником СС і поліції в райхскомісаріаті Остланд, в Берліні отримав наказ Гіммлера знищити більшість мешканців гето. 26 листопада територія гето була розділена на дві частини. 30 листопада і 8 грудня 1941 року в Румбульском лісі, недалеко від південної околиці Риги, частини групи «А» спільно з латиськими колабораціоністами знищили близько 26 тисяч євреїв.

## «Мале гето»
З грудня 1941 року до ризького гето прямували євреї з Німеччини, Австрії, Чехословаччини, яких поміщали в так зване Reichsjudensghetto. 4,5 тисячі осіб були зосереджені в чотирьох кварталах, і відокремлені від євреїв з європейських країн двома рядами колючого дроту.
На початку листопада 1943 року гето було ліквідовано, мешканці перевезені в концтабір Рига-Кайзервальд.

## Відомі жертви
- Адольф Мец

## Зноски
1. ↑  Рига // Электронная еврейская энциклопедия. (рос.)(рос.)
2. 1 2 3  Смирин, 2006.